# Calonectria meliolae
Calonectria meliolae är en svampart som beskrevs av Hansf. 1941. Calonectria meliolae ingår i släktet Calonectria och familjen Nectriaceae.   Inga underarter finns listade i Catalogue of Life.